# 雲井駅
雲井駅（くもいえき）は、滋賀県甲賀市信楽町牧にある信楽高原鐵道信楽線の駅である。

## 歴史
- 1933年（昭和8年）5月8日：開業[1]。
- 1943年（昭和18年）10月1日：信楽線休止（不要不急線）に伴い休業[1]。
- 1947年（昭和22年）7月25日：営業再開[1]。
- 1962年（昭和37年）
  - 2月1日：貨物の取り扱いを廃止[1]。
  - 5月1日：荷物扱い廃止[1]。
  - 5月11日：無人駅化[2]。
- 1987年（昭和62年）
  - 4月1日：国鉄分割民営化により西日本旅客鉄道（JR西日本）に承継[1]。
  - 7月13日：信楽高原鐵道の駅となる[1]。

## 駅構造
単式ホーム1面1線の地上駅で、無人駅。駅舎は開業時以来のものであり、構内には貨物ホーム跡が残っている。公衆トイレは駅前に設けられている。

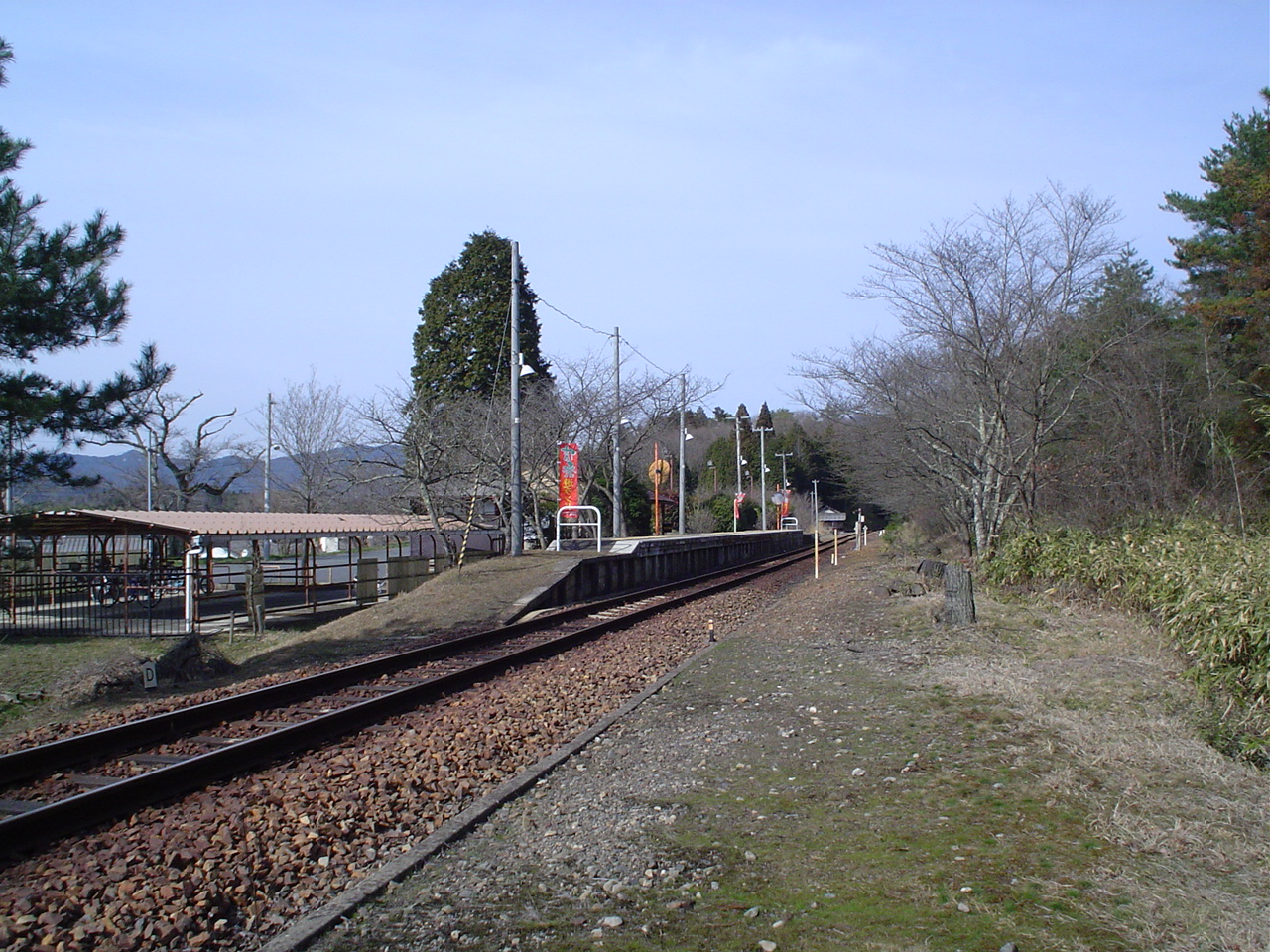
駅全景（2008年3月）

## 利用状況
| 年度               | 1日平均乗車人員 |
| ------------------ | --------------- |
| 2011年（平成23年） | 185             |
| 2012年（平成24年） | 187             |
| 2013年（平成25年） | 170             |
| 2014年（平成26年） | 155             |
| 2015年（平成27年） | 166             |
| 2016年（平成28年） | 180             |
| 2017年（平成29年） | 147             |

## 駅周辺
駅西側は小さな集落となっており、教育機関や駐在所がある。駅北西側には田畑もある。なお、寺や神社は駅南側に数ヵ所ある。
- 甲賀警察署雲井警察官駐在所
- 甲賀市立雲井小学校
- 甲賀市立雲井保育園
- 信楽陶苑たぬき村
- 雲井郵便局
- 永仙寺[3]
- 日雲神社
- 鹿嶋神社
- 信楽ゴルフセンター - ゴルフ練習場。
- 牧西遺跡 - 信楽焼古窯跡群。
- 国道307号
- 滋賀県道16号大津信楽線
- 滋賀県道53号牧甲西線
- 滋賀県道136号雲井停車場線
- 雲井橋
- 大戸川

## 接続交通機関

### バス路線
甲賀市コミュニティバスの「雲井駅」停留所があり、下記の路線が乗り入れる。以前は駅付近（駐在所の隣）に帝産湖南交通の「雲井」停留所があったが、2024年4月1日に行われたダイヤ改正で路線が廃止となったため、同停留所も廃止となった。
甲賀市コミュニティバス
- 雲井国道線 - 信楽駅行き

### タクシー路線
下記のデマンドタクシー（エリア路線）が甲賀市によって運行されているが、乗車する場合は予約が必要となる。
コミタク
- 信楽宮町巡回エリア[4]

## その他
- 2011年にテレビ朝日系で放送された松本清張ドラマスペシャル『砂の器』（玉木宏主演）において、当駅が亀嵩駅という設定でロケ撮影が行われた[5]。
- 地域活性化の一環として、「くもい竹宵の夕べ」（主催：雲井自治振興会）が駅前で夏に開催されている[6][7][8]。

## 隣の駅
信楽高原鐵道
■信楽線
紫香楽宮跡駅 - 雲井駅 - 勅旨駅